# Kommlinger Umlauftal
Das Kommlinger Umlauftal ist eine naturräumliche Einheit in der Haupteinheitengruppe Moseltal in Rheinland-Pfalz.
Sie hat eine Größe von 21,49 km² und liegt rechts der Mosel und rechts der unteren Saar hauptsächlich auf den Gemarkungen von Konz, Niedermennig, Krettnach, Oberemmel, Wiltingen und Kommlingen.
Der Höhenort Kommlingen liegt auf etwa 300 m ü. NHN.
Durch das ihn umgebende Umlauftal fließen im Norden der Konzer Bach (Niedermenniger Bach) und im Süden der Oberemmeler Bach mit dem Weierbach, alle im Einzugsgebiet der Saar. Das Gebiet um den Konzer Bach wird auch als Konzer Tälchen bezeichnet.
Das Kommlinger Umlauftal weist einen breiten Talboden auf und wurde möglicherweise von der Mosel geschaffen.
An den Hängen wird Weinbau betrieben.
Prägende historische Anlagen in dem Gebiet sind die Güter Oberemmel (Burg) oder der Falkensteiner Hof.
Die Landesstraße 138
(Konz – Niedermennig – Obermennig – Krettnach – Oberemmel – Wiltingen)
führt durch das Umlauftal.
Kommlingen ist über die Kreisstraße 136 an das Verkehrsnetz angeschlossen.

## Bilder

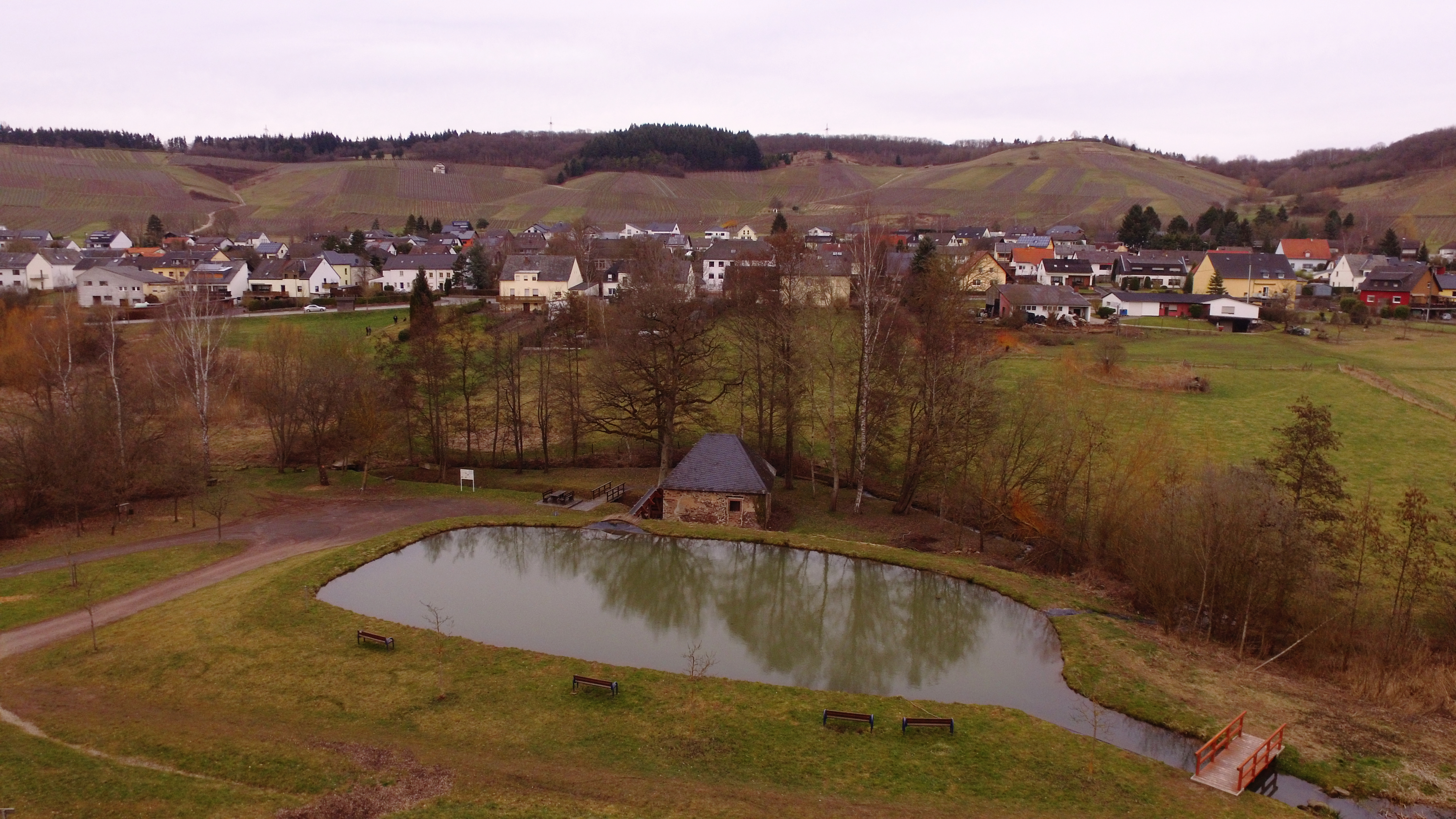
Niedermennig
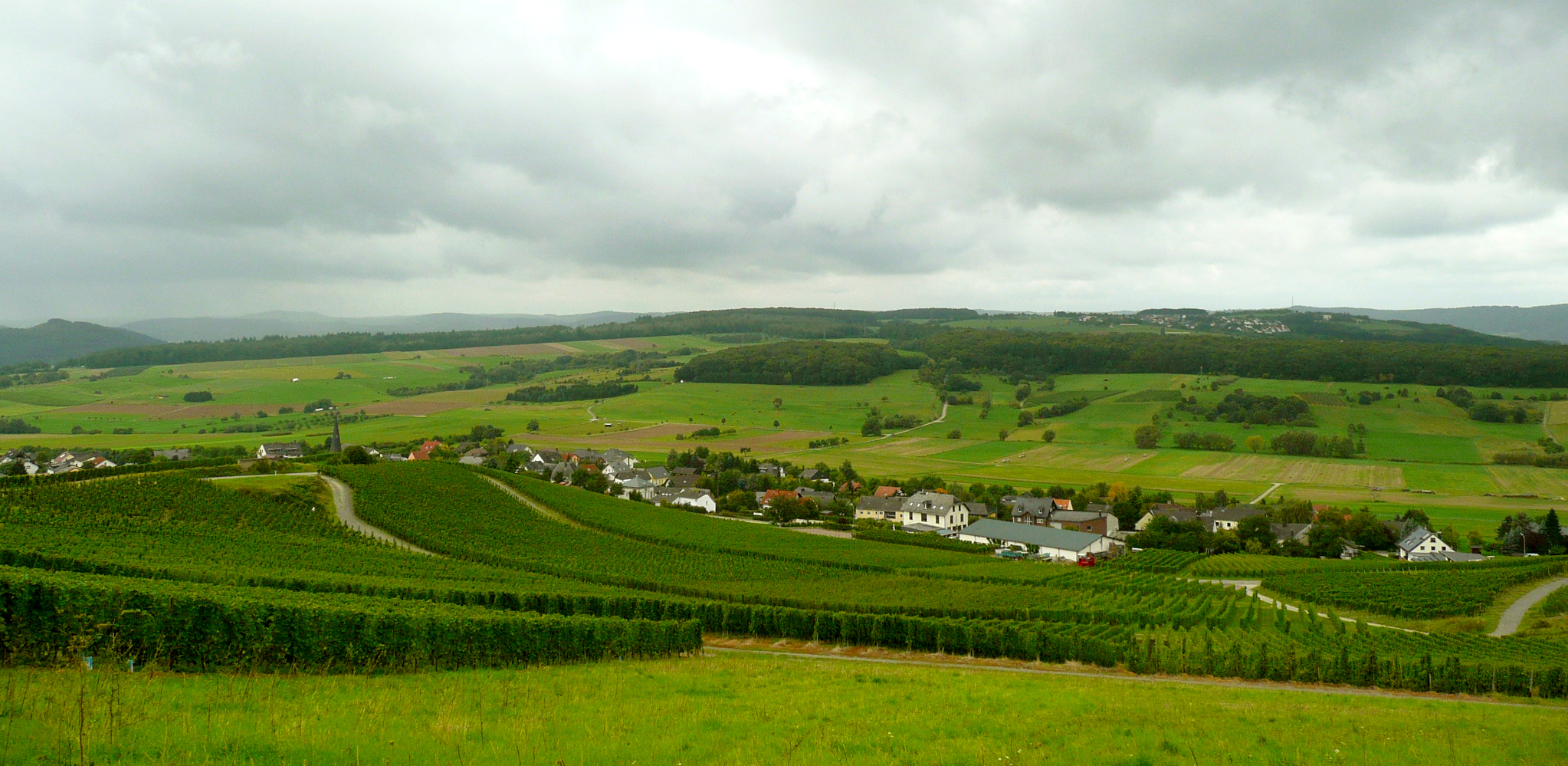
Krettnach
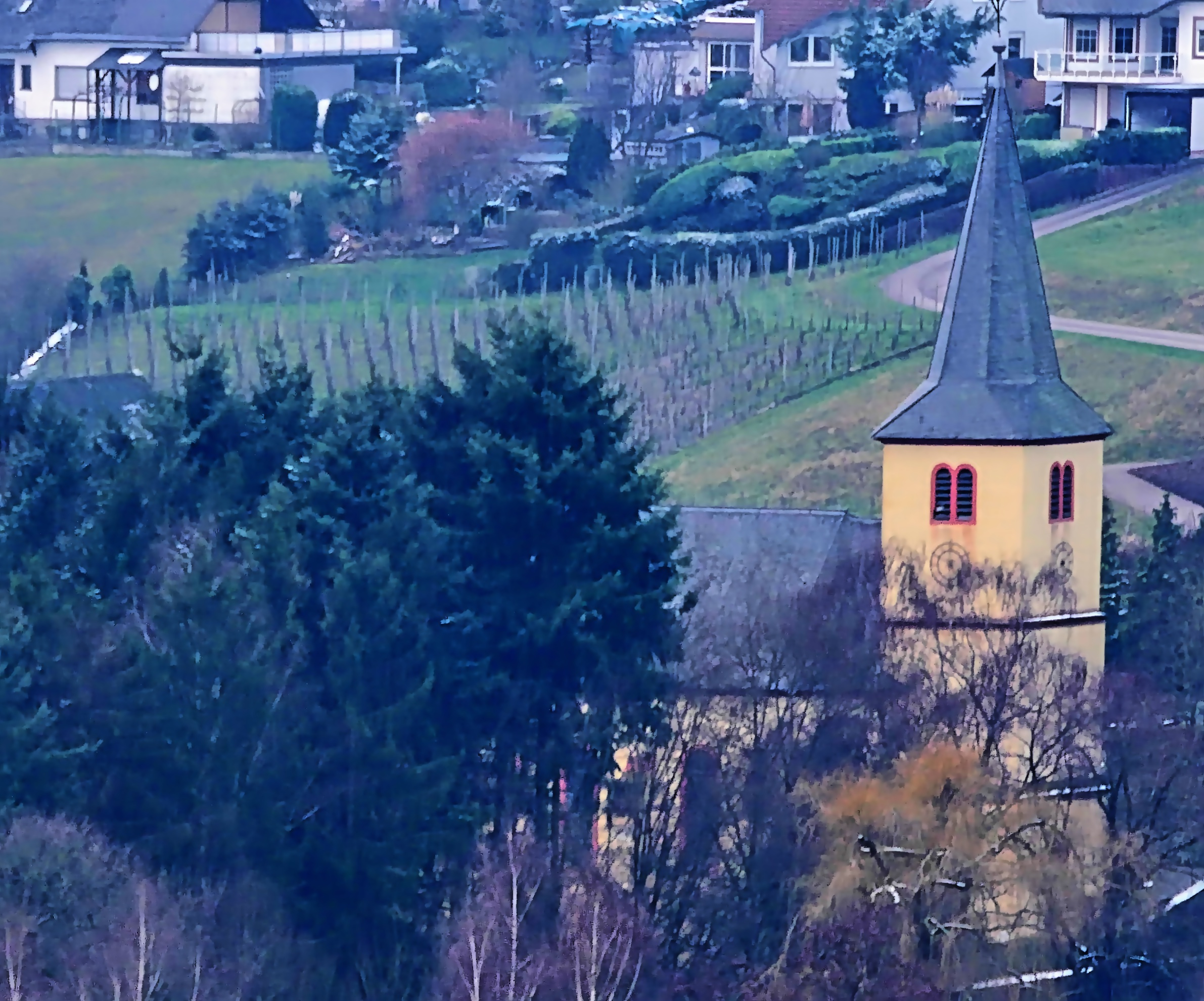
Oberemmel
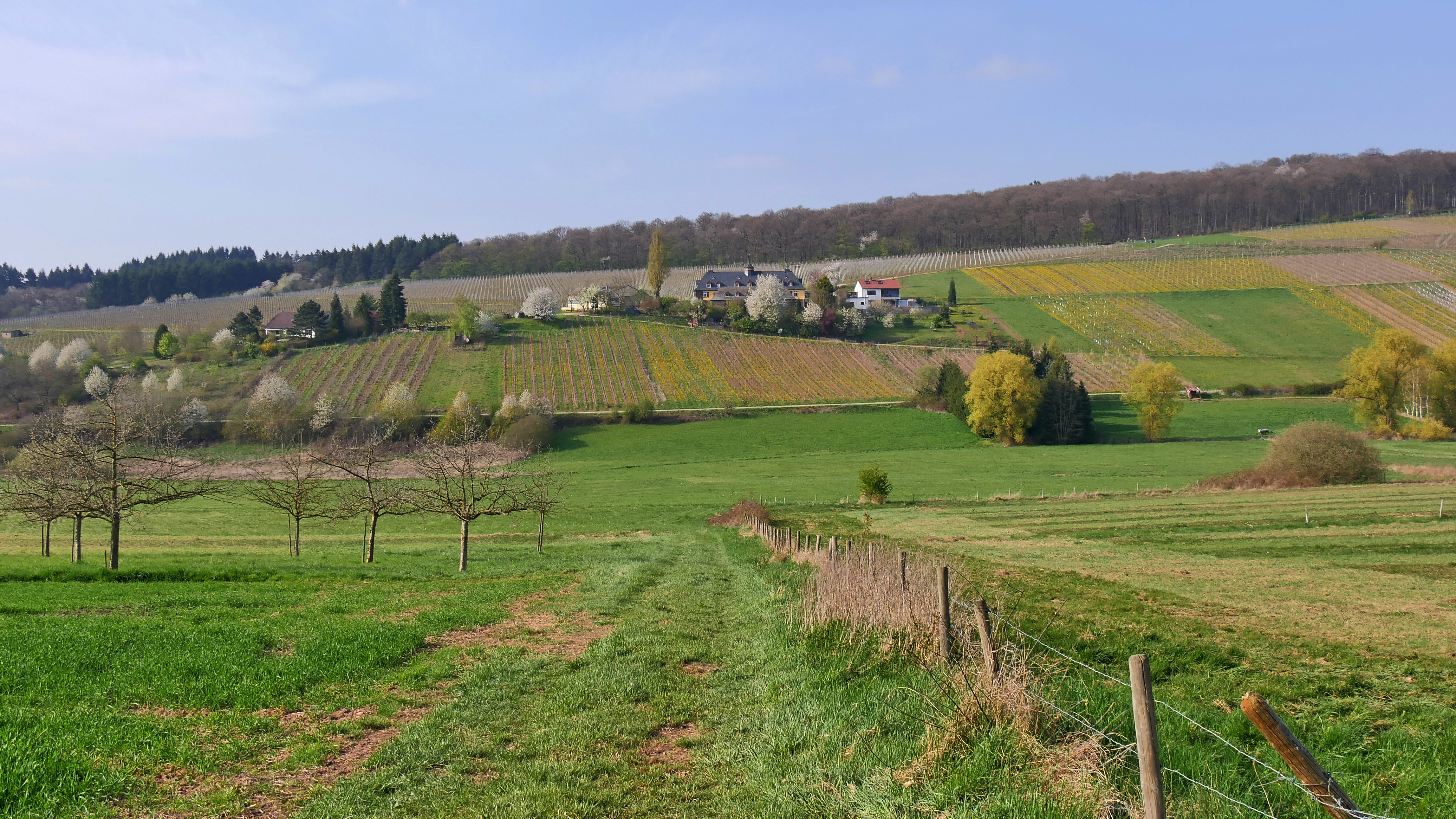
Weingut Falkensteinerhof, Niedermennig
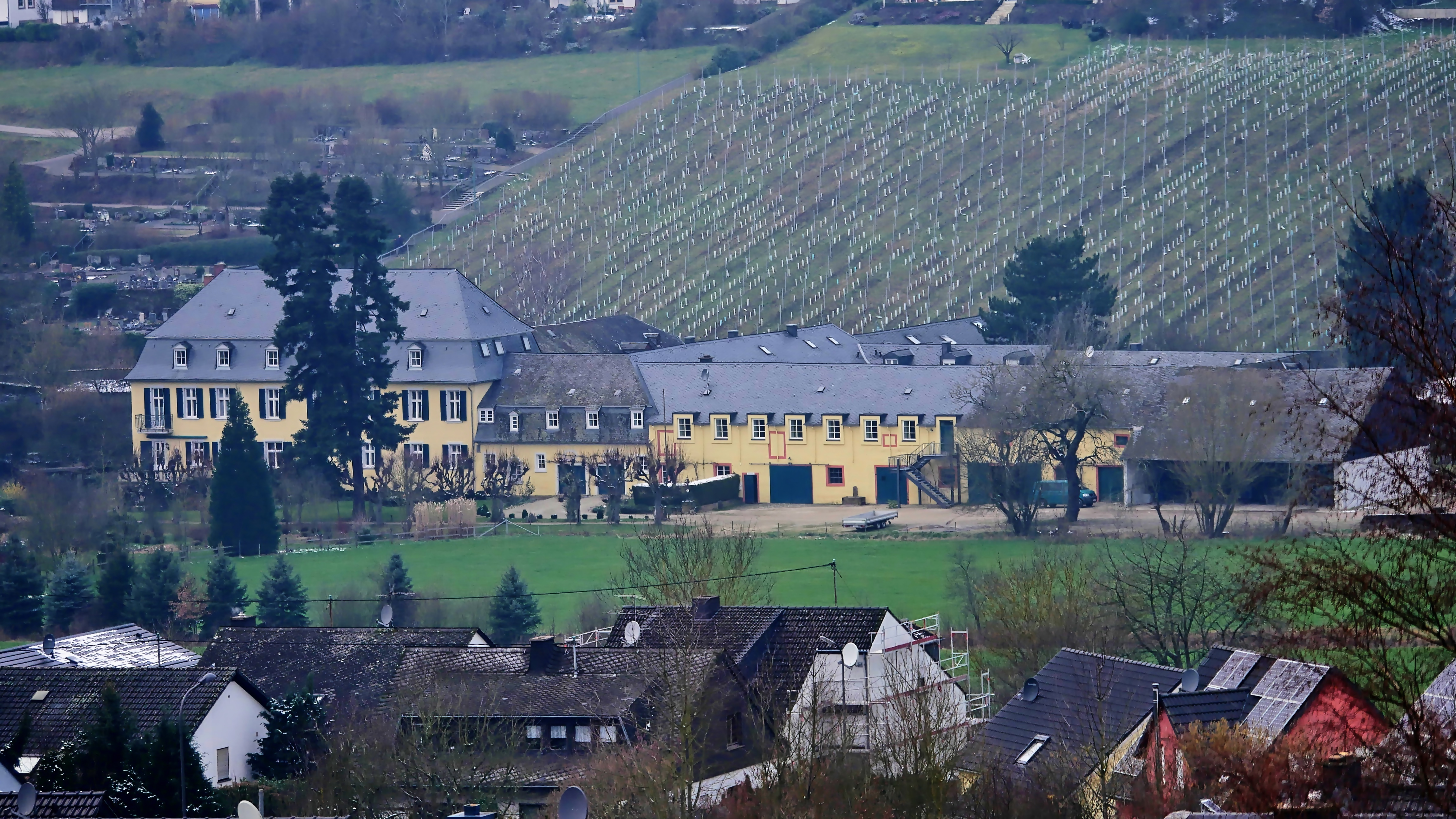
Weingut von Hövel, sogenannte Burg, Oberemmel